# Bundesstraße 178

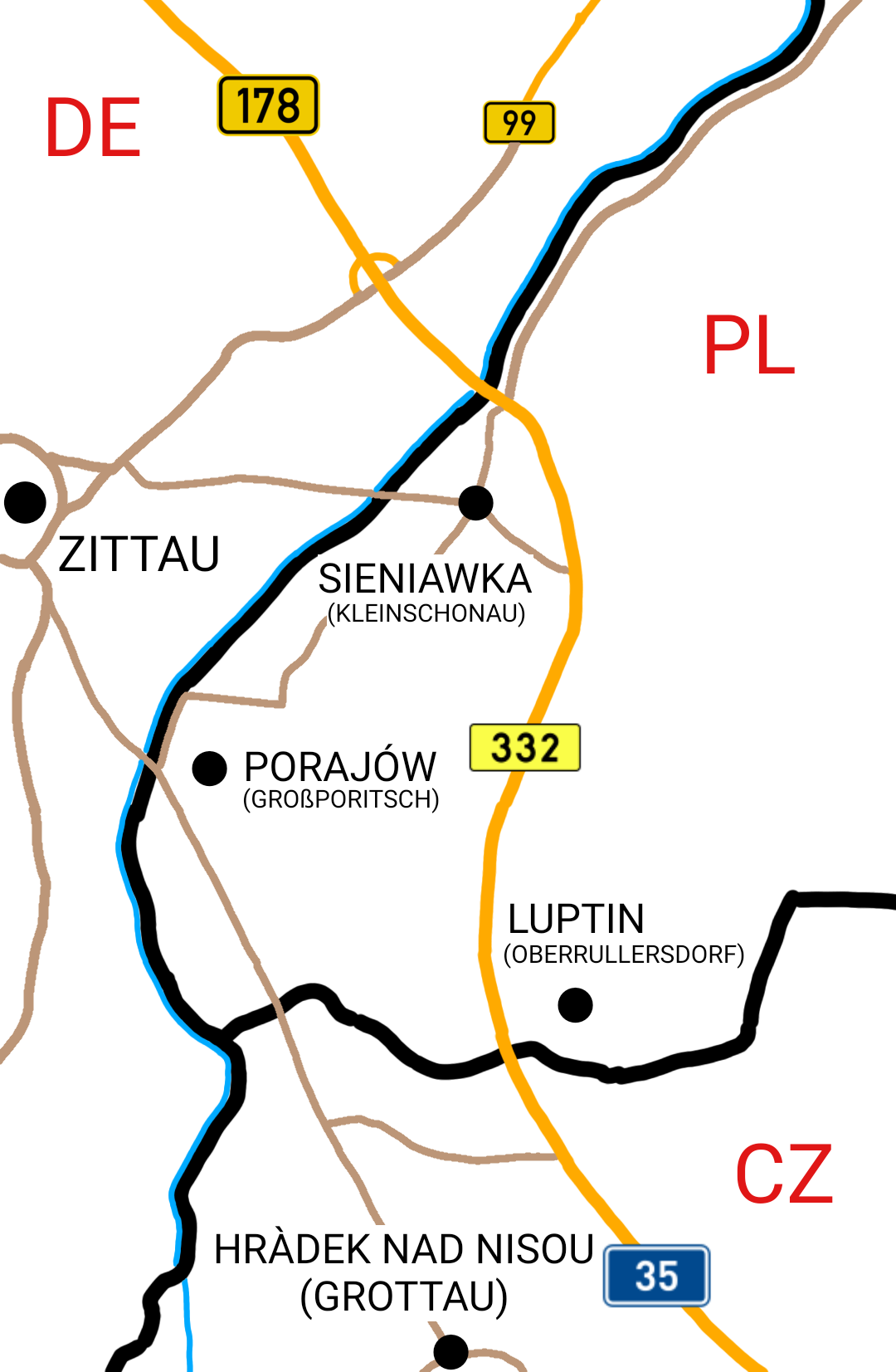
Weiterer Verlauf der B 178 in Polen und Tschechien

Die Bundesstraße 178 (Abkürzung: B 178) ist eine autobahnähnliche Bundesstraße in Ostsachsen. Sie führt auf 42,5 km Länge von der A 4 bei Weißenberg über Löbau ins Dreiländereck Deutschland-Polen-Tschechien nach Zittau, wo sie über die kurze Woiwodschaftsstraße 332 durch Polen an die tschechische Silnice I/35 nach Liberec anschließt, die bis zur slowakischen Grenze führt. Seit 2000 erfolgt die Neutrassierung und Verlängerung der alten B 178, die von Zittau über Herrnhut nach Löbau verlief. Derzeit fehlt noch der Autobahnanschluss. Der zweite noch fehlende Abschnitt von Niederoderwitz bis Oberseifersdorf bei Zittau ist fertiggestellt, wurde am 25. Mai 2025 eingeweiht und am 26. Mai 2025 für den Verkehr freigegeben. Im vollen Ausbauzustand verbindet die B 178 das deutsche Autobahnnetz mit den Straßen der Woiwodschaft Niederschlesien und der Regionen Ústí und Liberec.

## Die alte Bundesstraße 178

### Geschichte
Der Ausbau der „Hohen Heer- und Landstraße“ erfolgte 1826–1827. Von den damals angelegten Chausseehäusern ist heute nur noch jenes neben der Feldschenke bei Oberseifersdorf vorhanden. Die Nummer 178 wurde bei der zweiten Phase der Nummerierung von Fernstraßen um das Jahr 1937 vergeben.

### Straßenverlauf
Vom Zeitpunkt der Widmung als Reichsstraße 178 bis zum Neubau der B 178n führte die Bundesstraße 178 von Löbau (Verbindung zur Bundesstraße 6) über Herrnhut, Großhennersdorf nach Zittau (Verbindung zu den Bundesstraßen 96 und 99).

### Galerie

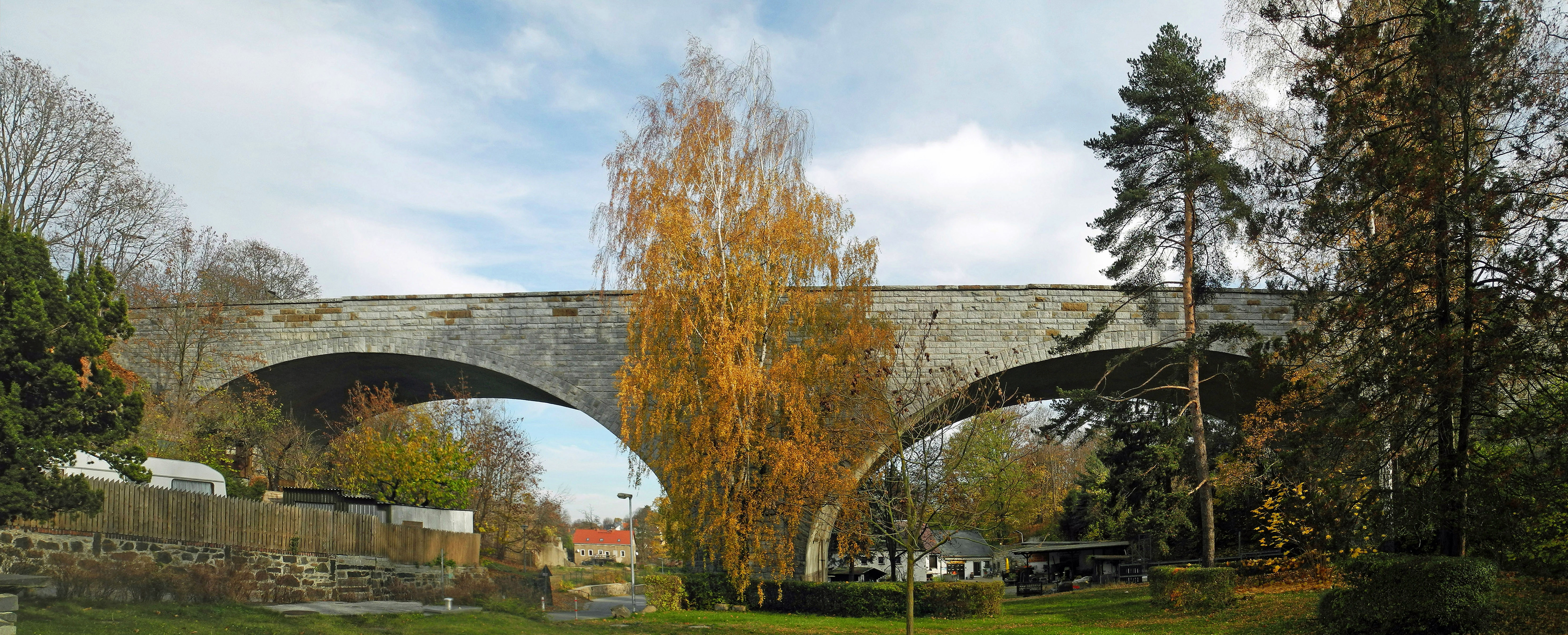
Seltenreinbrücke der alten B 178 (ehem. Brücke der Jugend, ehem. Hindenburgbrücke) in Löbau
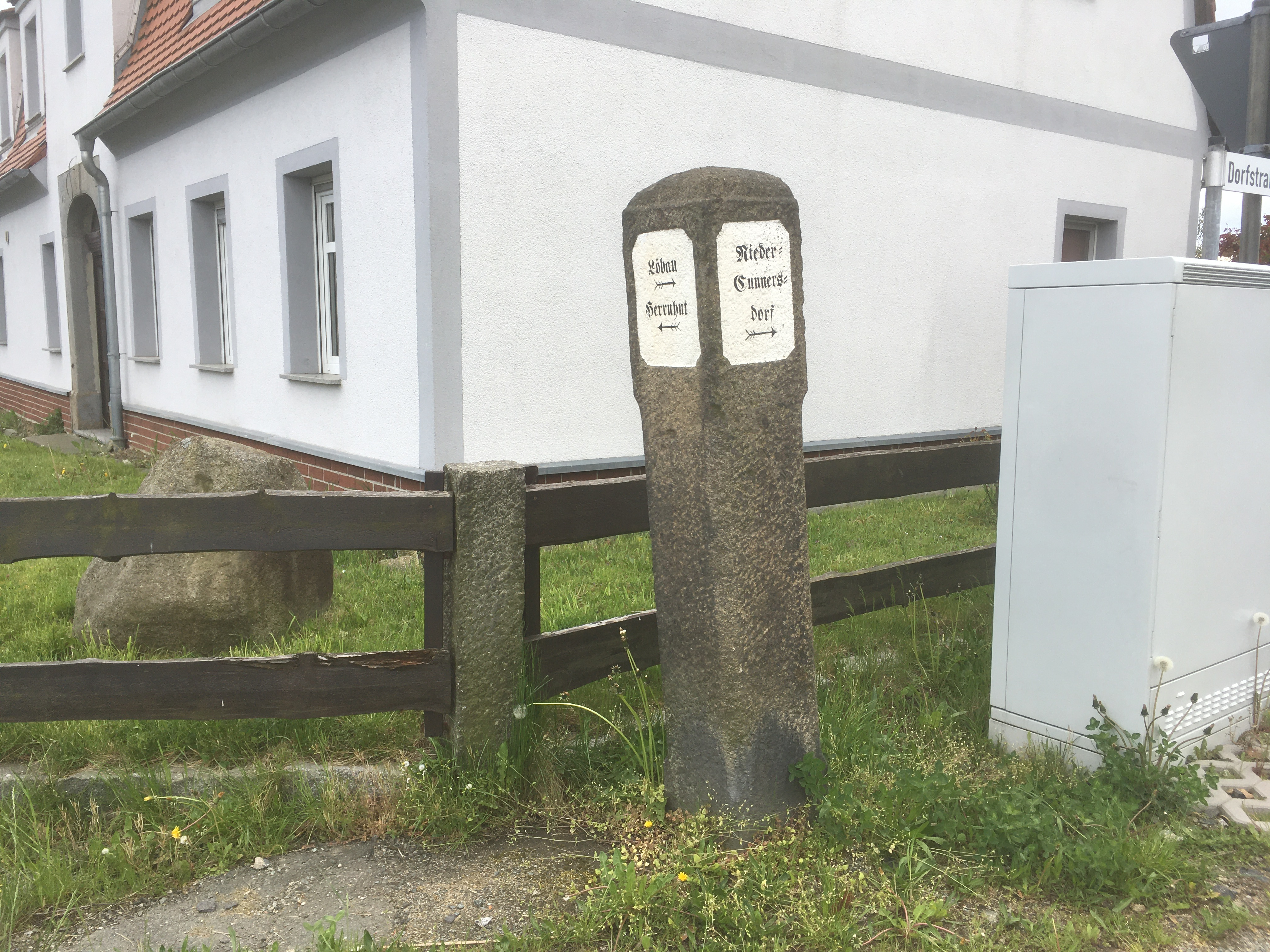
Wegestein aus Granit (19. Jahrhundert) in Ottenhain am Abzweig nach Niedercunnersdorf
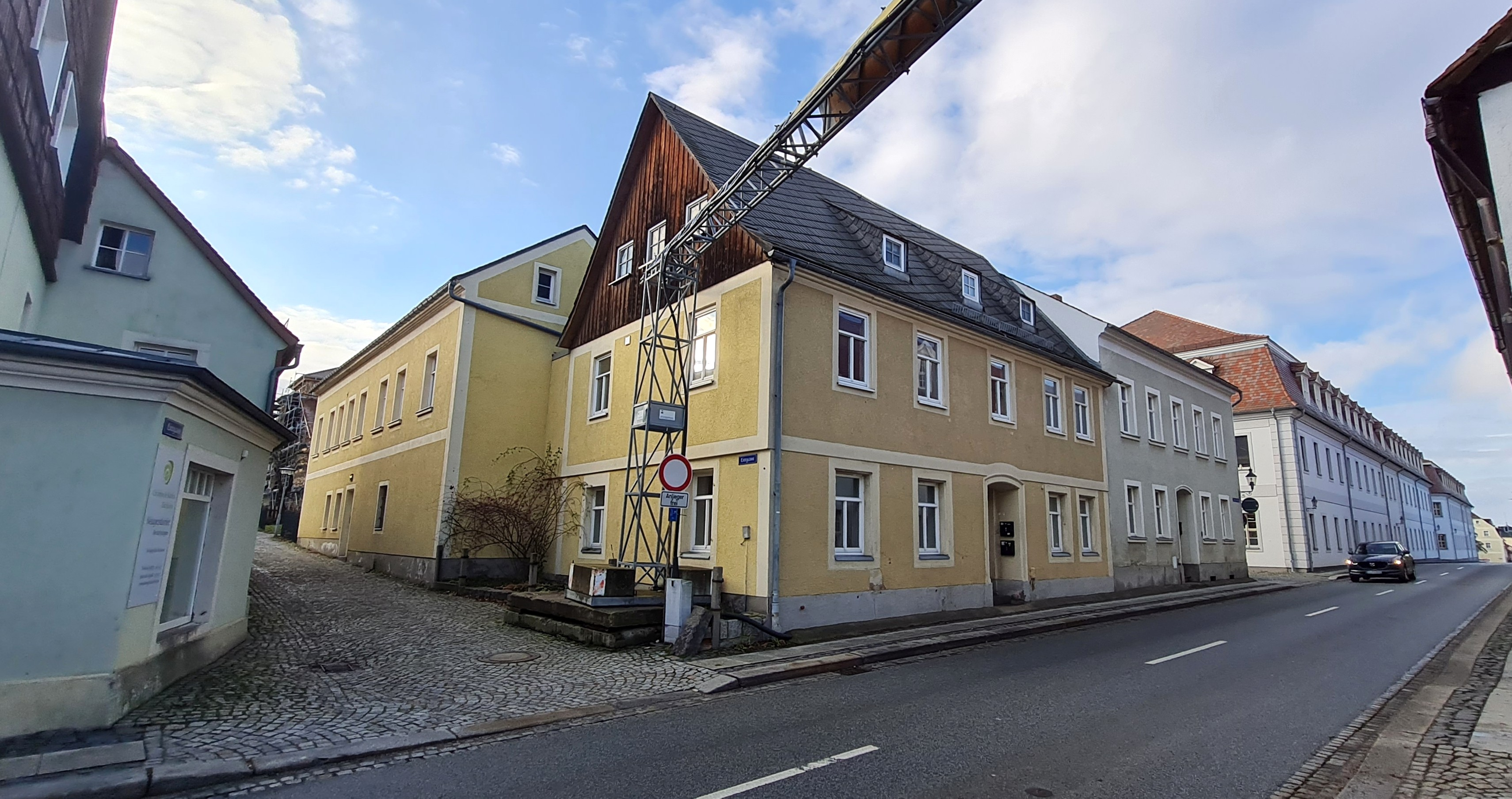
Engstelle der alten B 178 in Herrnhut
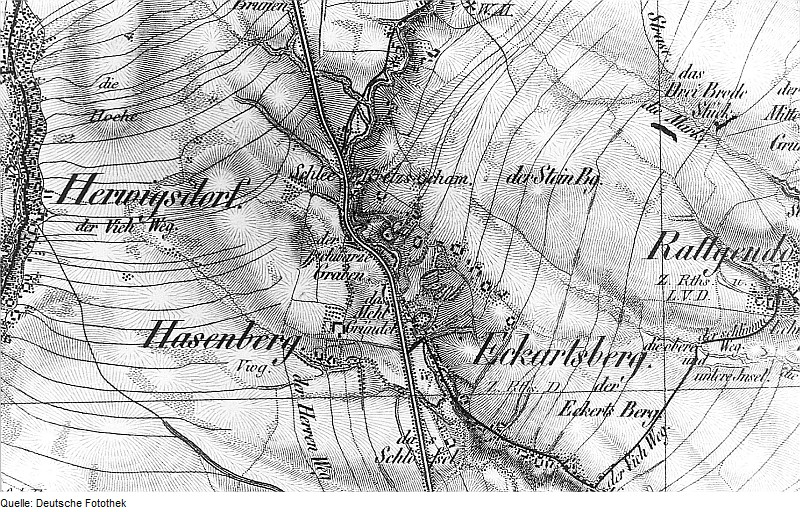
Verlauf der alten B 178 in Eckartsberg kurz vor Zittau

## Neubau der Bundesstraße 178

### Vorgeschichte, verworfene Planungen
Nach der Wiedervereinigung Deutschlands war der Bau von Bundesautobahnen auf den Relationen Bautzen–Zittau bzw. Cottbus–Görlitz–Zittau in der Diskussion. Letztendlich verzichtete man auf den Bau einer Autobahn und trassierte eine vierspurige Bundesstraße zwischen der Autobahn A 4 bei Weißenberg und Zittau um die Oberlausitz verkehrstechnisch besser zu erschließen. Dabei wurde eine völlig neue Trasse gewählt, die vom bisherigen Verlauf der Bundesstraße komplett abweicht.
Anfang der 1990er Jahre gab es im Zuge der verworfenen Planungen zur A 18 weitere Überlegungen einer Nordverlängerung der B 178 bis zur A 15 im Raum Cottbus, die aber nicht weiter verfolgt wurden. In den späten 2010er Jahren wurde ein Weiterbau nördlich Weißenbergs als Strukturfördermaßnahme im Rahmen des Ausstiegs aus der Braunkohleverstromung erneut diskutiert. Eine Machbarkeitsstudie des Sächsischen Verkehrsministeriums kam in Abstimmung mit dem Land Brandenburg im Jahr 2020 zu dem Ergebnis, dass für einen Trassenneubau wegen der erheblichen Eingriffe in das Biosphärenreservat Oberlausitzer Heide- und Teichlandschaft mit der Versiegelung von etwa 270 Hektar Land sowie der vorhandenen und nicht ausgelasteten Bundesstraßen in einem nur 50 Kilometer breiten Nord-Süd-Korridor, nämlich der B 96 / B 97, der B 156 und der B 115, keine Planrechtfertigung vorliegt und die mindestens 400 Millionen Euro Baukosten nicht einmal ansatzweise einen so hohen volkswirtschaftlichen Nutzen bringen.

### Planung und Bau (B 178n)
Seit der Aufnahme in den Bundesverkehrswegeplan von 2003 ist vorgesehen, die Bundesstraße 178 komplett als B 178n neu zu bauen und mit dem polnischen und tschechischen Straßennetz zu verbinden. Ursprünglich war die Fertigstellung für 2008 geplant. Die alte B 178 wird danach zur Kreisstraße 8610 (K 8610) herabgestuft und die B 178n in B 178 umbenannt. Die Neubautrasse wird im Norden vom Anschluss an die Bundesautobahn 4 bei Weißenberg über Löbau und Zittau nach Südosten bis zur polnischen Grenze geführt. Dort führt sie wenige Kilometer als Woiwodschaftsstraße 332 über polnisches Staatsgebiet und mündet an der tschechischen Grenze in die neutrassierte Fernverkehrsstraße I/35 Richtung Liberec (Reichenberg), die an die Autobahn D 10 nach Prag anschließt.
Das Projekt zum Neubau der B 178 wurde in fünf Haupt- und fünf Unterabschnitte gegliedert:
| Nr. | Abschnitt                                      | Länge   | (Planungs-)Stand               |
| --- | ---------------------------------------------- | ------- | ------------------------------ |
| 1.1 | bis Nostitz S 112                              | 5,1 km  | im Planfeststellungsverfahren  |
| 1.2 | Nostitz S 112 bis Löbau                        | 6,3 km  | Verkehrsfreigabe erfolgte 2008 |
| 2   | Ortsumgehung Löbau bis S 148                   | 4,1 km  | Verkehrsfreigabe erfolgte 2001 |
| 3.1 | Löbau S 148 bis Obercunnersdorf S 143          | 5,9 km  | Verkehrsfreigabe erfolgte 2010 |
| 3.2 | Obercunnersdorf S 143 bis Niederoderwitz S 128 | 10,2 km | Verkehrsfreigabe erfolgte 2013 |
| 3.3 | Niederoderwitz S 128 bis Oberseifersdorf S 132 | 5,9 km  | Verkehrsfreigabe erfolgte 2025 |
| 4   | Nordumgehung Zittau S 132 bis                  | 4,1 km  | Verkehrsfreigabe erfolgte 2000 |
| 5   | bis Bundesgrenze D–PL                          | 0,9 km  | Verkehrsfreigabe erfolgte 2013 |

Zunächst wurden die Ortsumgehungen Zittau im Jahr 2000 und Löbau 2001 fertiggestellt. Am 23. Oktober 2008 wurde der 6,3 km lange Abschnitt Löbau–Nostitz als vierspurige Straße und am 22. November 2010 der 5,9 km lange Abschnitt Löbau–Obercunnersdorf als 2+1-System für den Verkehr freigegeben. Komplett ist auch der 0,9 km lange Abschnitt von Zittau (B 99) über den Grenzfluss Neiße, der am 1. Juni 2013 freigegeben wurde, nachdem durch die polnische Seite die Brücke errichtet wurde. Der 10,2 km lange Abschnitt Obercunnersdorf-Niederoderwitz wurde am 20. Dezember 2013 für den Verkehr freigegeben.
Von den 42,5 km des Gesamtprojektes sind somit nunmehr 31,5 km durchgängig befahrbar, damit ist etwa drei Viertel des Neubauprojektes verwirklicht. Ab Nostitz bis Löbau-Süd sind 10,4 km vierspurig, von dort bis zur Bundesgrenze ist sie im 2+1-System ausgebaut. Es wird davon ausgegangen, dass sich die neue Bundesstraße 178 neben der A 17 (Dresden–Prag) als zweite wichtige Nord-Süd-Verbindung zwischen Deutschland und Tschechien etabliert, da sie zwischen der A 4 und Prag fast vollständig autobahnähnlich ausgebaut sein wird.
Für den Abschnitt 3.3 haben im Oktober 2021 die bauvorbereitenden Maßnahmen begonnen. Im Jahr 2024 wurde davon ausgegangen, dass für diesen Abschnitt im Frühjahr 2025 von einer Fertigstellung auszugehen ist, die am 26. Mai 2025 erfolgte. Die Baukosten für den Abschnitt lagen bei 57,4 Millionen Euro.
Der Abschnitt 1.1 ist als letzter noch im Planfeststellungsverfahren (Stand Juni 2023). Zwischen der Bundesautobahn 4 und Nostitz ist der Neubau nur noch als 2+1-System geplant, da neuere Prognosen von einem um 5000 Fahrzeugen pro Tag sinkenden Verkehrsaufkommen bis 2025 ausgehen. Das Planfeststellungsverfahren für den Abschnitt begann 2010 und umfasste bis 2017 mehr als 80 Einwände.
Eine Besonderheit ist der Anschluss an die tschechische Fernverkehrsstraße I/35 bei Hrádek nad Nisou (Grottau) unweit von Zittau. Hier wird die Straße auf einer Länge von circa 3 Kilometern als Woiwodschaftsstraße 332 über polnisches Hoheitsgebiet geführt. Die Finanzierung des kurzen polnischen Abschnittes übernahmen laut trinationalen Vertrag vom 5. April 2004 Deutschland und Tschechien. Bei der EU-Erweiterungsfeier am 1. Mai 2004 im Dreiländereck Zittau führten die Staatsoberhäupter von Deutschland, Tschechien und Polen eine symbolische Probebohrung an der geplanten deutsch-polnisch-tschechischen Trasse durch.
Der ursprünglich geplante Bau von Grenzabfertigungsanlagen für Zittau–Sieniawka (Kleinschönau) (D–PL) und Kopaczów–Oldřichov na Hranicích (Oberullersdorf–Ullersdorf) (PL–CZ) wurde wegen des erfolgten Beitritts Polens und Tschechiens zum Schengener Abkommen nicht mehr umgesetzt.
Der Bau wird mit Mitteln des Europäischen Fonds für regionale Entwicklung (EFRE) gefördert. In der Förderperiode 2000–2006 flossen 19,3 Millionen Euro in den Abschnitt 1.2. Weitere 15 Millionen Euro wurden in der Förderperiode 2007–2013 für den Abschnitt 3.1 genehmigt. Auch für weitere Bauabschnitte soll eine EFRE-Förderung beantragt werden.

### Ausbauzustand
Im Zuge des Neubaus der B 178 gliedert sich der Ausbauzustand wie folgt:
| Nr. | Abschnitt                                      | Länge   | Trennstreifen                 | Fahr- streifen                | System                        | zul. Höchstgeschw.            | Verkehrs- freigabe |
| --- | ---------------------------------------------- | ------- | ----------------------------- | ----------------------------- | ----------------------------- | ----------------------------- | ------------------ |
| 1.1 | bis Nostitz S 112                              | 5,1 km  | im Planfeststellungsverfahren | im Planfeststellungsverfahren | im Planfeststellungsverfahren | im Planfeststellungsverfahren | unbekannt          |
| 1.2 | Nostitz S 112 bis Löbau                        | 6,3 km  | ja                            | 4                             | Autobahnähnlich               | 130 km/h                      | 2008               |
| 2   | Ortsumgehung Löbau bis S 148                   | 4,1 km  | ja                            | 4                             | Autobahnähnlich               | 130 km/h                      | 2001               |
| 3.1 | Löbau S 148 bis Obercunnersdorf S 143          | 5,9 km  | nein                          | 3                             | 2+1-System                    | 100 km/h                      | 2010               |
| 3.2 | Obercunnersdorf S 143 bis Niederoderwitz S 128 | 10,2 km | nein                          | 3                             | 2+1-System                    | 100 km/h                      | 2013               |
| 3.3 | Niederoderwitz S 128 bis Oberseifersdorf S 132 | 5,9 km  | nein                          | 3                             | 2+1-System                    | 100 km/h                      | 2025               |
| 4   | Nordumgehung Zittau (alt) S 132 bis            | 4,1 km  | nein                          | 3                             | 2+1-System                    | 100 km/h                      | 2000               |
| 5   | bis Bundesgrenze D–PL                          | 0,9 km  | nein                          | 3                             | 2+1-System                    | 100 km/h                      | 2013               |

### Touristische Unterrichtungstafeln
Entlang der vierspurig ausgebauten B 178 wurden im November 2010 Touristische Unterrichtungstafeln zum Haus Schminke von Hans Scharoun und zum Gusseisernen Turm aufgestellt. Es waren die ersten dieser Art, die nach der Anfang des Jahres 2009 veröffentlichten Änderungen der Richtlinien für Touristische Beschilderung an einer autobahnähnlich ausgebauten Bundesstraße im Freistaat Sachsen genehmigt wurden.

Touristische Unterrichtungstafel Haus Schminke
Touristische Unterrichtungstafel Gusseiserner Turm

### Galerie

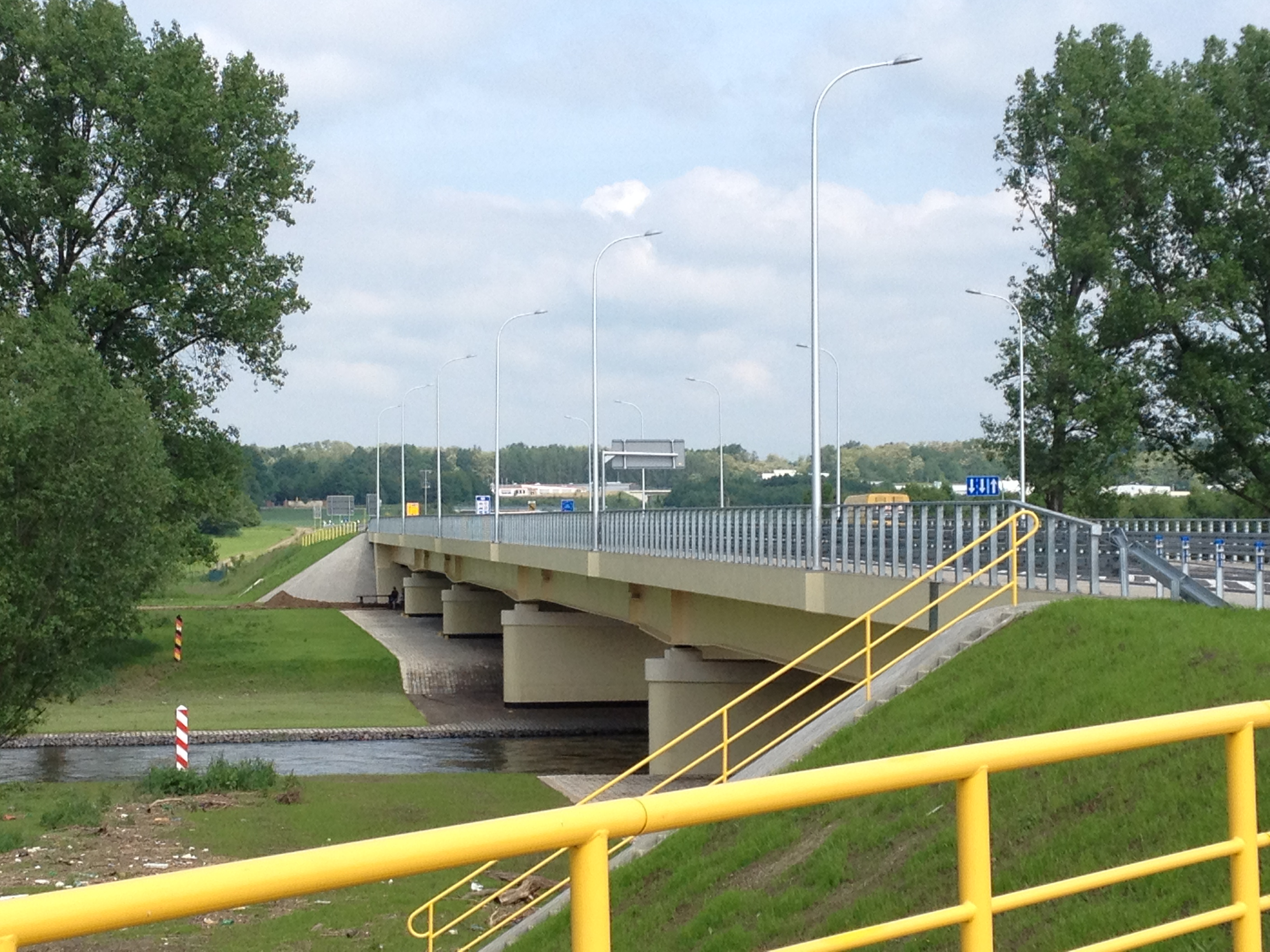
Ende der B 178 an der Grenzbrücke über die Neiße
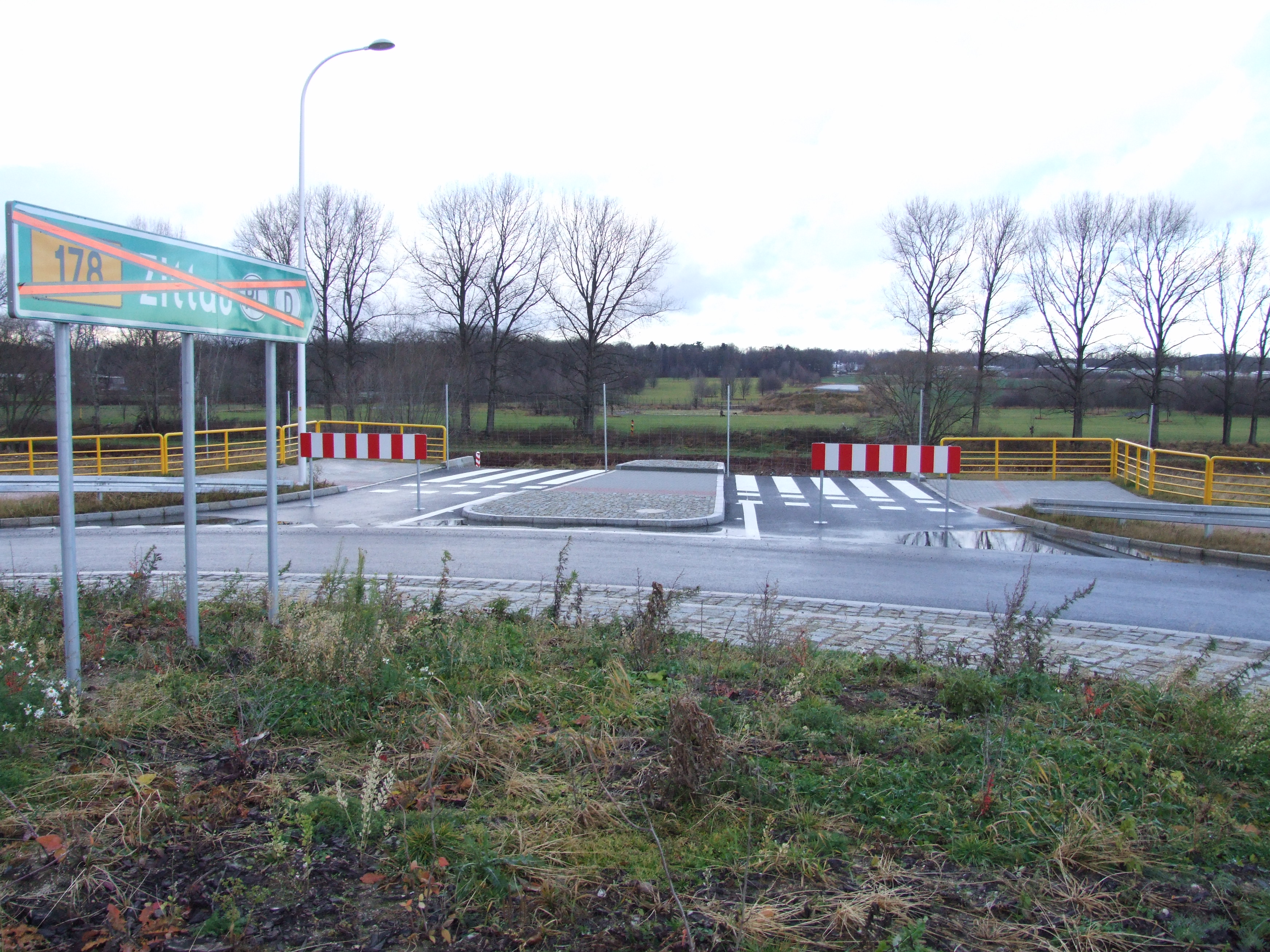
Anschluss der Dw 332 Richtung Neiße vor Baubeginn der Brücke 2011
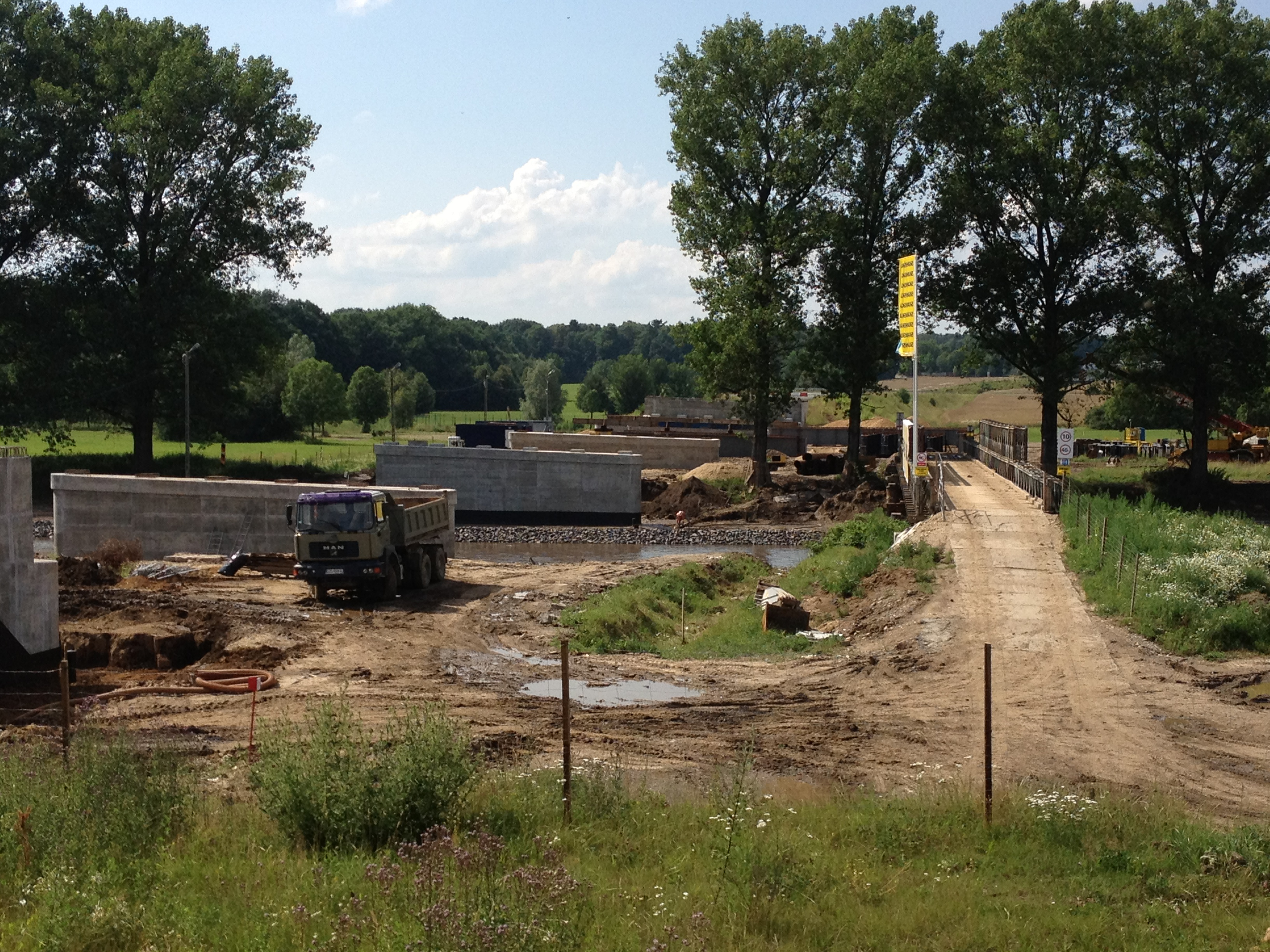
Neißebrücke im Bau 2012
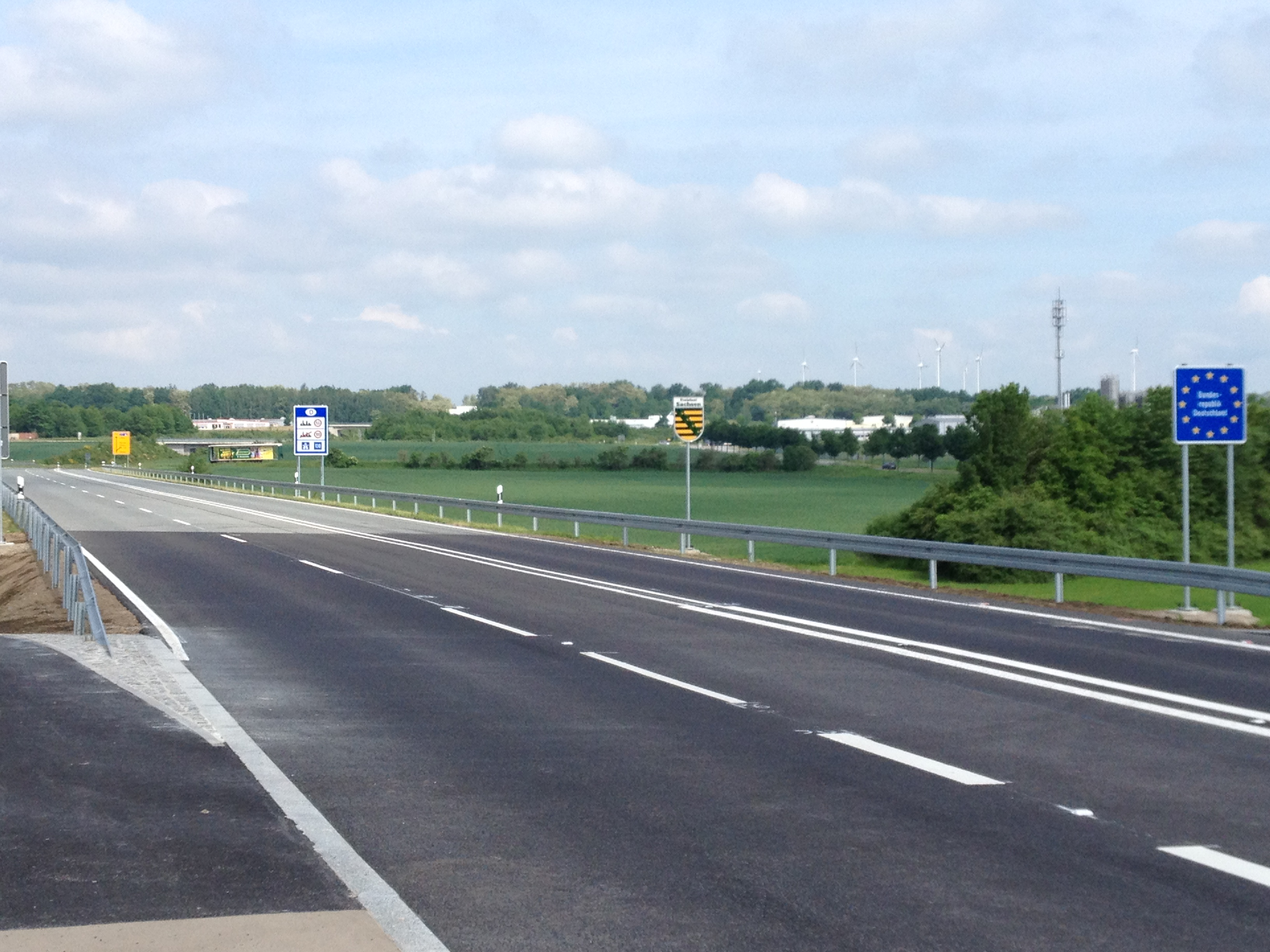
Fertig gestellter Grenzübergang Deutschland / Polen 2013
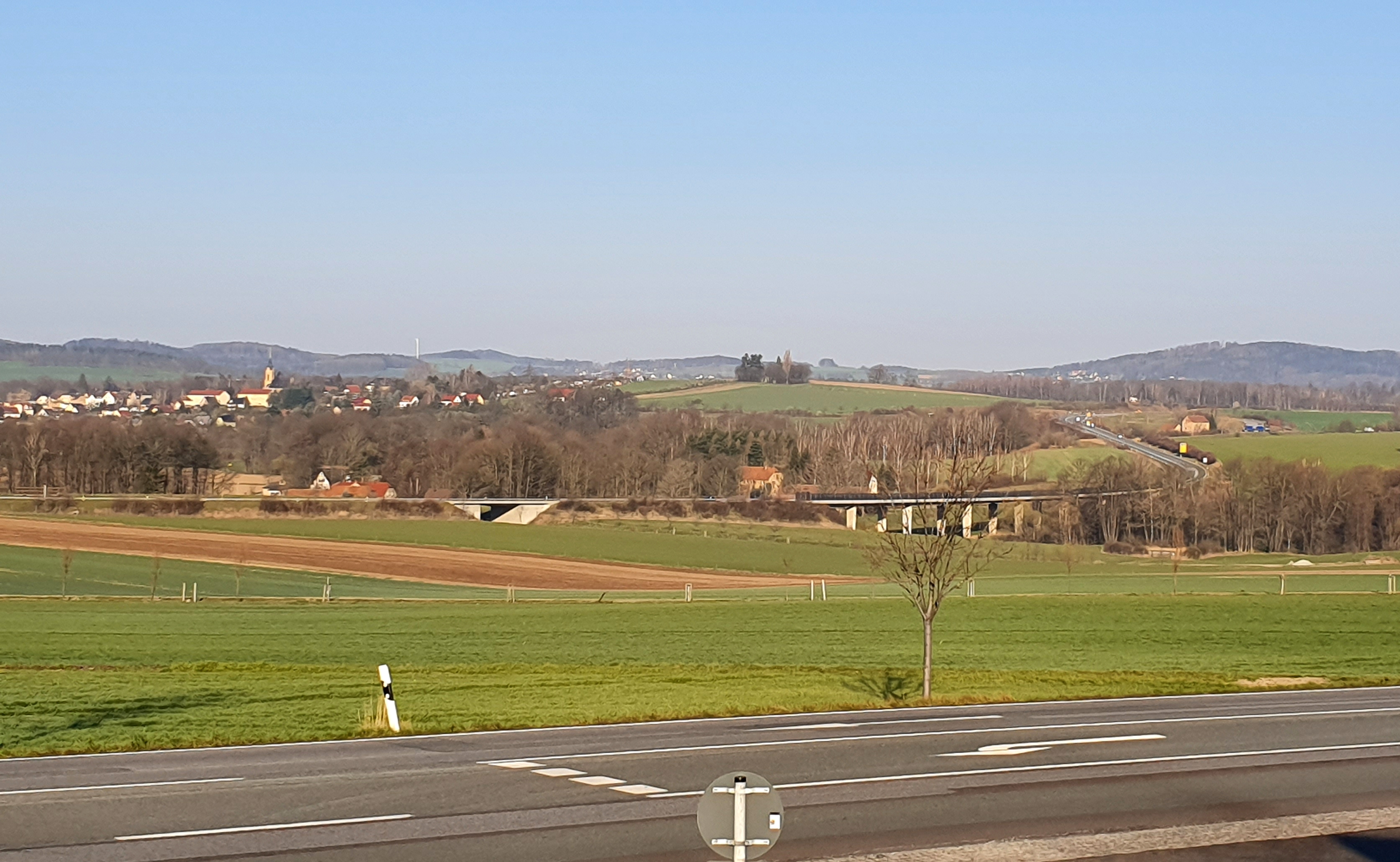
B 178 nahe der Anschlussstelle Löbau Süd. Im Vordergrund die alte Trasse, heute K 8610.